# Campoalegre
Campoalegre è un comune della Colombia facente parte del dipartimento di Huila.
Il centro abitato venne fondato da Hilario Perdomo, Margarita Herrera e altri nel 1809, mentre l'istituzione del comune è del 1860.